# Zero-click exploit
Een zero-click exploit of zero-click-aanval is een exploit die geen interactie van de gebruiker vereist - dat wil zeggen, geen toetsaanslagen of muisklikken - om toch te werken. Een voorbeeld van een 'zero-click'-aanval is ForcedEntry, een in 2021 ontdekt beveiligingsexploit die naar verluidt is ontwikkeld door het Israëlische cyberwapenbedrijf NSO Group voor hun Pegasus-spyware.
Deze exploits zijn meestal de meest gewilde exploits (vooral op de ondergrondse exploitmarkt) omdat het doelwit meestal op geen enkele manier kan weten dat ze gecompromitteerd zijn op het moment van exploitatie.